# 瑪麗娜·魏斯曼
瑪麗娜·魏斯曼（英語：Malina Weissman，2003年3月12日—）是美國女演員、模特兒，最出名的角色是在電視劇《波特萊爾的冒險》中飾演的紫兒·波特萊爾。

## 生平
魏斯曼從8歲起便開始擔任模特兒。2014年，她在電影《忍者龜》中飾演年輕時的艾波·歐尼爾。2015年，在電視劇《女超人》中飾演年輕時的女超人。2016年，在電影《我的老爸喵星人》中飾演主角湯姆的女兒蕾貝卡。
2017年至2019年間，在改編自著名小說《波特萊爾大遇險》的電視劇《波特萊爾的冒險》中飾演紫兒·波特萊爾。

## 作品列表

### 電影
| 年分   | 片名               | 角色                |
| ------ | ------------------ | ------------------- |
| 2014年 | 《忍者龜》         | 年輕時的艾波·歐尼爾 |
| 2016年 | 《Thirsty》        | Girl in Pink        |
| 2016年 | 《我的老爸喵星人》 | 蕾貝卡·布蘭德       |

### 電視劇
| 年分        | 劇名                 | 角色           |
| ----------- | -------------------- | -------------- |
| 2015–2016年 | 《Difficult People》 | Renee Epstein  |
| 2015–2017年 | 《女超人》           | 年輕時的女超人 |
| 2017–2019年 | 《波特萊爾的冒險》   | 紫兒·波特萊爾  |

## 外部連結
- 瑪麗娜·魏斯曼的Facebook專頁
- 瑪麗娜·魏斯曼的Instagram帳戶
- YouTube上的瑪麗娜·魏斯曼頻道
- 瑪麗娜·魏斯曼的X（前Twitter）
- 瑪麗娜·魏斯曼在互联网电影资料库（IMDb）上的資料（英文）